# Öffnungsrichtung von Türen
Die Öffnungsrichtung von Türen (häufig Anschlag(s)richtung oder Aufschlag(s)richtung) kann sich sowohl darauf beziehen, ob der Flügel einer Tür nach links oder rechts öffnet, als auch darauf, ob dieser in einen Raum hinein oder aus einem Raum heraus öffnet. Im Bauwesen werden diese Richtungen von Anschlagtüren (und Fenstern) in der Planungsphase eines Gebäudes festgelegt und in der Grundrissdarstellung festgehalten. Die Öffnungsrichtung einer Tür legt auch die Art der Beschläge für sie fest.

## Links – rechts

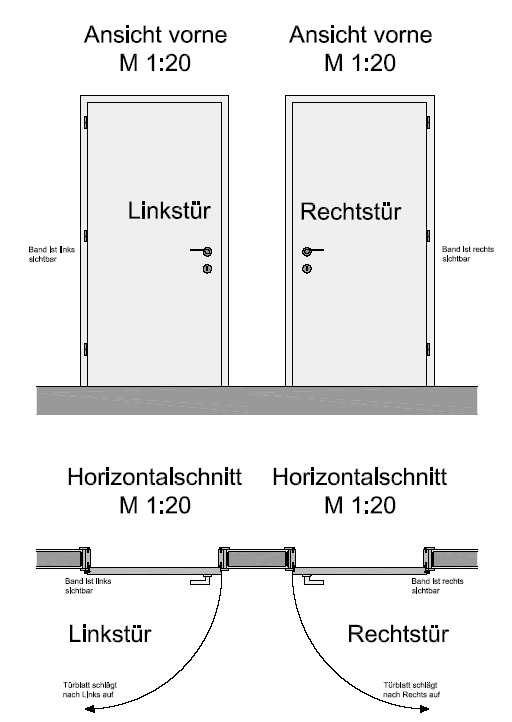
Blick (von oben) auf die Öffnungsfläche
links: Linksflügel (DIN-links, L)
rechts: Rechtsflügel (DIN-rechts, R)

Die Anschlagseite einer Türe ist die Seite, an der die Bänder (Scharniere) (die beweglichen Verbindungen zwischen Türblatt zu Türrahmen bzw. -zarge) angeschlagen/befestigt und ggf. sichtbar sind. Die Anschlagseite einer Tür wird auch Band-  oder Scharnierseite genannt. Stellt man sich auf die Seite des Türblattes, auf der die Bänder (bei eingehängter und geschlossener Tür) zu sehen sind, und befinden sich die Bänder an der linken Kante der Türe, ist die Tür links angeschlagen. Befinden sie sich rechts, spricht man von einer rechts angeschlagenen Tür.
Die Wahl der Öffnungsrichtung für eine Tür durch Bauherr oder Architekt hängt häufig von der Grundrissgestaltung ab. Entscheidende Faktoren sind dabei zum Beispiel die (geplante) Möblierung eines Raumes und die (wahrscheinlichen) Laufrichtungen und Wege der Benutzer. In einer Wohnung finden sich normalerweise Türen mit beiden Öffnungsrichtungen. Jede Tür hat eine Öffnungs- oder Schließseite, wobei die Angabe dieser nicht gleichbedeutend mit der Öffnungsrichtung ist. Die Öffnungsseite ist die Seite einer Tür, in die sie öffnet und somit an welcher Seite sie angeschlagen ist. Die Schließseite entspricht der Seite, in die sie schließt bzw. an der sich das Schließblech befindet.

## Außen – innen
In der Regel werden Türen und Beschläge so eingebaut, dass ein Türblatt in einen Raum hinein schwingt – also von einer Verkehrsfläche, wie beispielsweise einem Flur, in den eigentlichen Raum. Ausnahmen bilden mitunter sehr kleine Räume, wie WCs oder Abstellräume, deren Türen auch aus einem Raum hinaus aufschlagen können, um diesen besser betreten und nutzen zu können.
In dieser Frage gibt es teilweise weiterreichende baurechtliche Vorschriften, so dürfen Fluchttüren nur in die Richtung des Fluchtweges aufschlagen. Genaueres regeln für Deutschland die Sonderbauverordnungen wie z. B. die Versammlungsstättenverordnung (VStättVO).

## Links-rechts-Bezeichnung in Deutschland
Maßgeblich für Deutschland ist die DIN 107 (Bezeichnung mit links oder rechts im Bauwesen). Diese Norm bezieht sich sowohl auf Türen als auch auf Fenster und die zugehörigen Zargen und Beschläge. Eine eindeutige Bezeichnung, beispielsweise als DIN-links, bzw. DIN-rechts, ist notwendig, damit bei der Bestellung, bei der Fertigung und beim Einbau von Bauelementen die jeweils Kommunizierenden sicher sein können, das Gleiche zu meinen.
Die untenstehende Regel ist abstrakt formuliert. Als Merkregel gilt „DIN ist da, wo die Scharniere sichtbar sind“. Wenn man ein Fenster öffnet, dessen Scharniere links sind, öffnet es sich nach links.
Die DIN 107 definiert den Begriff Öffnungsfläche als:
Die Öffnungsfläche ist diejenige Fläche eines Flügels von Drehflügeltüren, -fenstern oder -läden, die auf derjenigen Seite liegt, nach der sich der Flügel öffnet.
Die Schließfläche ist in dieser Terminologie diejenige Fläche, die auf der Seite liegt, nach der sich die Tür schließt.
Die Öffnungsfläche ist die Bezugsfläche für die Bezeichnung mit links oder rechts.
Linksflügel wird definiert als:
Ein Linksflügel ist ein Flügel von Drehflügeltüren, -fenstern oder -läden, dessen Drehachse bei Blickrichtung auf seine Öffnungsfläche links liegt […].
Rechtsflügel wird definiert als:
Ein Rechtsflügel ist ein Flügel von Drehflügeltüren, -fenstern oder -läden, dessen Drehachse bei Blickrichtung auf seine Öffnungsfläche rechts liegt […].
Des Weiteren werden in der DIN 107 die Kennbuchstaben „L“ für Linksflügel und „R“ für Rechtsflügel festgelegt und die links-rechts-Zuweisungen auch auf Zargen und Beschläge ausgedehnt.

## Richtungsbezeichnungen in Österreich
Ähnlich wie in der DIN 107 regelt für Österreich die ÖNORM B 5328 (Fenster und Türen – Terminologie sowie Lage- und Richtungsbezeichnungen) die Richtungsbezeichnungen für Fenster und Türen. Alle Begriffsbestimmungen der ÖNORM B 5328 sind mit der DIN 107 identisch.

## Ergänzende Normen
Seit 2004 gibt es die EN 12519, Fenster und Türen, Terminologie. Es handelt sich um eine ergänzende Norm. Das Thema der Öffnungsrichtungen wird neben der Terminologie neu aufgegriffen und vielfältig im Anhang ergänzt. Neben der Drehrichtung werden weitere mögliche Öffnungsarten mit der normgerechten zeichnerischen Darstellung aufgeführt wie:
Wendefenster, Schwingfenster, Vertikalschiebefenster, Horizontalschiebfenster, Hebeschiebekipp-Fenster/Tür, Hebeschiebe-Fenster-Tür, Schiebedrehfenster, Senkklappfenster, Kippfenster, Klappfenster, Lamellenfenster.